# 李瑞騰
李瑞騰（1952年8月2日-），筆名牧子、李庸，臺灣南投人，臺灣作家。現任國立中央大學中文系教授暨人文藝術中心主任。曾任淡江大學中文系教授，1991年起轉任國立中央大學中文系；2010年至2014年曾借調至國立臺灣文學館擔任館長。曾任商工日報副刊主編、《文訊》雜誌總編輯、《臺灣文學觀察》雜誌發行人兼總編輯、臺灣詩學季刊社社長、中國古典文學研究會理事長、九歌文教基金會董事長、中國現代文學學會理事長。

## 著作

### 專論
- 《一曲琵琶說到今──白居易詩賞析》，偉文圖書公司，1978。
- 《水精簾捲──絕句精華賞析》，聯亞出版社，1982。
- 《詩的詮釋》，時報出版公司，1982。
- 《寂寞之旅──中國文學論稿》，時報出版公司，1982。
- 《詩心與國魂》，漢光文化公司，1984。
- 《披文入情》，蘭亭書店，1984。
- 《文學思考》，文訊月刊社，1986。
- 《深情》(和楊錦郁合著)，九歌出版社，1990。
- 《台灣文學風貌》，三民書局，1991。
- 《相思千里──中國古典情詩》，業強出版社，1991；九歌出版社，2000；九歌出版社，2015，新版。
- 《晚清文學思想論》，漢光文化公司，1992。
- 《文學關懷》，三民書局，1992。
- 《文學尖端對話》，九歌出版社，1994。
- 《情愛掙扎──柏楊小說析論》，漢光文化公司，1994。
- 《文學的出路》，九歌出版社，1994。
- 《文化理想的追尋》，南投縣立文化中心，1995。
- 《老殘遊記的意象研究》，九歌出版社，1997；易名《老殘夢與愛》，2001。
- 《新詩學》，駱駝出版社，1997。
- 《累積人生經驗，開創人文空間》(文學尖端對話第二輯)，九歌出版社，1998。
- 《詩心與詩史》，秀威資訊科技，2016。
- 《像我這樣的教授》，聯合文學，2022。

### 散文
- 《有風就要停》，九歌出版社，2003。
- 《你逐漸向我靠近》（與李時雍合著），九歌出版社，2006。

### 詩
- 《牧子詩鈔》，自印，1991。
- 《在中央》， 唐山出版社，2007。